# League1 British Columbia
Die League1 British Columbia (kurz L1BC) ist eine semiprofessionelle Herren-Fußballliga auf dem Gebiet der kanadischen Provinz British Columbia. Die 2022 gegründete Liga wurde von der Canadian Soccer Association als dritte Liga im kanadischen Ligasystem akzeptiert. Sie steht damit auf einer Stufe mit der League1 Ontario als auch der Première Ligue de soccer du Québec.

## Geschichte
Die British Columbia Soccer Association plante bereits zum Jahr 2018 mit dem Start einer regionalen drittklassigen Liga, um die Lücke zwischen den am höchsten spielenden kanadischen Teams und den Jugendmannschaften zu verkleinern. Es gab jedoch zu dieser Zeit noch kein großes Interesse der ansässigen Klubs, ein Start verzögerte sich auch noch einmal weiter, als die Canadian Premier League im Jahr 2019 startete. Zur Saison 2021 sollte es dann aber losgehen und als eine Anforderung an Klubs wurden die Bedingungen gestellt, der Liga mindestens für drei Spielzeiten anzugehören und sowohl Männer- als auch Frauen-Mannschaften gleichsam zu melden. Die Liga ist zudem offen für Mannschaften von bestehenden Profi-Franchises, diese dürfen nur nicht mit ihrem Namen als Reserve- oder U23-Mannschaft am Spielbetrieb teilnehmen.
Im Januar 2021 standen dann die ersten Mannschaften fest und auch, dass mit den Vancouver Whitecaps ein Franchise aus der MLS, eine Entwicklungsmannschaft stellen wird. Der Start verzögerte sich aber noch ein wenig und der finale Start der Liga fand dann mit der Saison 2022 im Mai 2022 mit sieben Mannschaften statt.

## Modus
Die Regular Season geht in der Regel von Mai bis Juli eines Jahres. Jede Mannschaft absolviert gegen jede andere Mannschaft in der Liga jeweils ein Heim- als auch ein Auswärtsspiel. Am Ende qualifizieren sich die zwei besten Mannschaften der Tabelle für das Finale der League1 Canada in dieser Saison.

## Mannschaften
| Name                    | Ort             | Spielort            | Gegründet | Eintritt |
| ----------------------- | --------------- | ------------------- | --------- | -------- |
| Altitude FC             | North Vancouver | Kinsmen Field South | 2021      | 2022     |
| Rivers FC               | Kamloops        | Hillside Stadium    | 2021      | 2022     |
| TSS FC Rovers           | Burnaby         | Swangard Stadium    | 1997      | 2022     |
| Unity FC                | Langley         | Chase Office Field  | 2021      | 2022     |
| Varsity FC              | UBC Campus      | Thunderbird Stadium | 2021      | 2022     |
| Victoria Highlanders FC | Victoria        | Centennial Stadium  | 2008      | 2022     |
| Whitecaps FC            | UBC Campus      | Ken Woods Field     | 2007      | 2022     |